# Gà Australorp

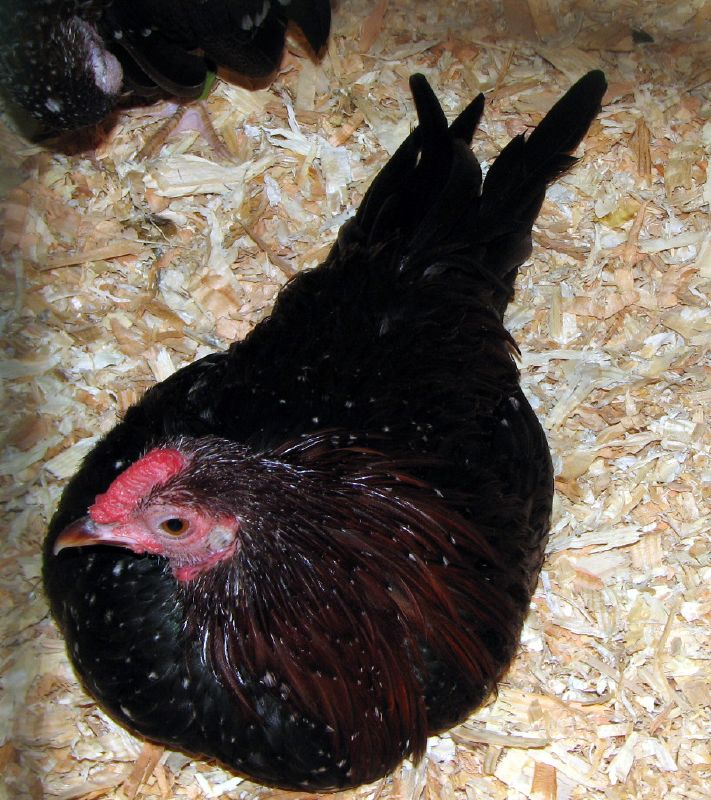
Gà Australorp

Gà Australorp hay còn gọi là gà quạ là một giống gà có nguồn gốc từ Úc, nhưng có xuất xứ từ châu Âu, do người Anh lai tạo ra (giống nền là gà Orpington đen). Chúng là giống gà chuyên cho trứng gà, hiện nay, chúng đang được phục hồi dần về số lượng.

## Đặc điểm
Giống gà này chúng thường có màu đen, Do chúng có bộ lông màu đen nên thường được gọi là Gà quạ. Tuy rằng bộ lông gà Australorp màu đen, gà chân không lông, chân cũng có màu đen (chân chì) nhưng da thịt trắng như các giống gà khác. Gà Australorp cũng to con như các giống gà Rhode đỏ, gà New Hampshire. Gà Australorp là một giống trọng lượng trung bình. Gà trống trưởng thành thường nặng đến khoảng 4 kg, còn gà mái nặng khoảng 2,5–3 kg.
Chúng đẻ trứng với trứng nhuộm màu lớn, thường có trung bình 26-27 ounces mỗi chục. Giống gà này để trứng lớn nhưng đẻ sai, mỗi năm đẻ chừng 100 trứng, sản lượng trứng 5 trứng/tuần, màu trứng có màu nâu, kích cỡ trứng lớn, gà nuôi lấy thịt gà cũng có lợi. Gà mái Australorp cũng biết ấp và chăn dắt con rất giỏi và khéo như gà ta, gà Tàu. Sức khỏe chúng chịu lạnh tốt, sống tốt trong chuồng nhỏ. Tính cách dễ bảo và ôn hòa.

## Lịch sử
Gà Black Orpington xuất xứ từ các trang trại gia cầm của William Cook và Joseph Partington đã được nhập khẩu vào Úc trong khoảng thời gian giữa năm 1890 và khoảng năm 1900. Ở Anh trong thời gian này, Black Orpingtons đã được nuôi cho thịt. Những người Úc là nhà nhân giống gia cầm bằng máy ấp trứng và họ rất thực tế do đó với sản lượng trứng như một mục tiêu duy nhất, họ đã cho lai xa với gà Minorca, gà Leghorn, gà Langshan, ngay cả khi William Cook có trong việc tạo ra gà Orpington.
Người ta có thể nói rằng gà Australorp trở nên khác biệt so với gà Orpington bởi sự kết hợp của các mục tiêu khác nhau như sản xuất thịt của Orpingtons, sản lượng trứng cho Australorps và sự cạnh tranh để giành chiến thắng cuộc thi đẻ trứng. Năm dòng chính của Australorps đã được phát triển trong khoảng thời gian giữa năm 1900 và 1922 gồm gà Graham, gà Burns, gà Christie, gà Bertelsmeier, và gà Drewitt. Trong khi những nhà chăn nuôi sử dụng lai khác nhau bằng gà Orpington nhập khẩu. Gà Australorps được công nhận là một giống tiêu chuẩn của Hiệp hội Chăn nuôi gia cầm Mỹ vào năm 1929.